# Accacidia acaciae
Accacidia acaciae är en insektsart som först beskrevs av Rauno E. Linnavuori 1962.  Accacidia acaciae ingår i släktet Accacidia och familjen dvärgstritar. Inga underarter finns listade i Catalogue of Life.